# 아름다운 구속
아름다운 구속은 1996년에 발표된 대한민국의 록 가수인 김종서의 노래이다. 본인이 사랑하는 여성에 대한 감정을 '구속'에 빗대 아름답게 표현한 곡이다.

## 리메이크
2023년에 뉴진스가 리메이크된 버전으로 부르기도 했다.